# Лінивкові
Лінивкові (Bucconidae) — родина птахів ряду дятлоподібних.

## Поширення
Це тропічні птахи, що гніздяться від Південної Америки до Мексики.

## Опис
Вони пов'язані з якамарами. Вони в основному коричневого, рудого або сірого кольору з великими головами. Рясне оперення і короткі хвости дає їм вигляд повних, пухких птахів. Вони живляться комахами і дрібними хребетними. Розміри варіюються від 13 см і 14 грамів у Nonnula ruficapilla, до 29 см і 106 грамів у Notharchus hyperrhynchus. Як і більшість їхніх родичів, ця група відкладає 2-3 глянсово-білих яйця в нору в землі або термітнику.

## Роди
У родині 36 видів і 10 родів.
- Лінивка (Bucco) — 4 види
- Ластівкова лінивка (Chelidoptera) — 1 вид
- Білолоба лінивка (Hapaloptila) — 1 вид
- Лінивка-жовтоок (Hypnelus) — 2 види
- Таматія (Malacoptila) — 7 видів
- Мала лінивка (Micromonacha) — 1 вид
- Лінивка-чорнопер (Monasa) — 4 види
- Лінивка-коротун (Nonnula) — 6 видів
- Лінивка-строкатка (Notharchus) — 6 видів
- Лінивка-смугохвіст (Nystalus) — 6 видів